# День железнодорожника

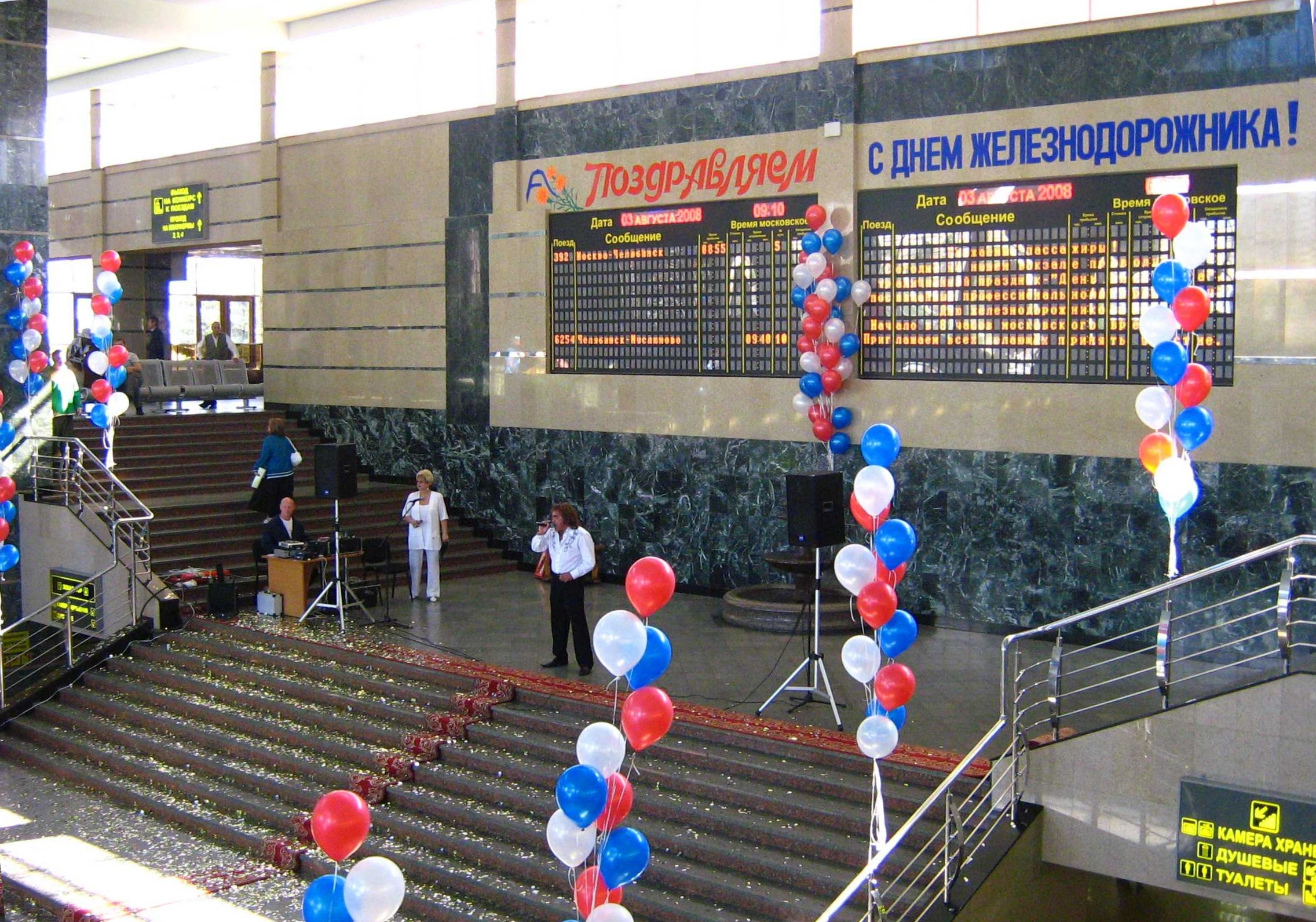
День железнодорожника на вокзале Челябинск-Главный. 3 августа 2008.

День железнодорожника — профессиональный праздник работников железнодорожного транспорта, в который традиционно отмечается вклад работников и достижения отрасли. В Российской Федерации, Армении, Беларуси,  Киргизии, Узбекистане, Молдавии и Болгарии празднуется ежегодно в 1-е воскресенье августа. В Казахстане отмечается в третье воскресенье июля.

## История праздника
День железнодорожника впервые был установлен приказом министра путей сообщения Российской империи князя Михаила Хилкова № 68 от 28 июня (10 июля по новому стилю) 1896 года.

Государь Император в ознаменование дня рождения Императора Николая I, державной волею коего положено начало сооружения и эксплуатации железных дорог в России, по всеподданнейшему докладу нашему, 28 июня сего года Высочайше повелеть изволил: установить ежегодное празднование годовщины Императора Николая I всеми центральными и местными учреждениями, заведывающими железными дорогами в России. О таковой Высочайшей воле объявлено по ведомству путей сообщения.— Министр путей сообщения князь М. Хилков.
Новый праздничный день стал первым профессиональным праздником сотрудников железнодорожного транспорта не только в Российской империи, но и в Европе.
Дата ежегодного празднования Дня железнодорожника всеми центральными и местными учреждениями, заведовавшими железными дорогами в России, была связана с днём рождения императора Николая I, 25 июня (6 июля). Николай I считается основателем железнодорожного дела в России: при нём были построены первая прогулочная железная дорога в Царское село и первая всероссийская магистраль от Санкт-Петербурга до Москвы.
В этот день центральные и местные железнодорожные учреждения не работали, а вечером организовывался ужин с концертом в зале Павловского вокзала Царскосельской железной дороги. На крупных станциях и вокзалах устраивали благодарственные молебствия. Особенно торжественно проходило празднование на набережной Фонтанки у дома № 117, где тогда располагалось российское Министерство путей сообщения. На торжество сюда приезжали не только высшие чины МПС, но и представители железнодорожных департаментов Министерства финансов и Государственного контроля, которые работали в тесном контакте с МПС. День железнодорожника регулярно отмечался вплоть до 25 июня 1917 года.
После Великой Октябрьской социалистической революции были отменены все царские праздники, в том числе и День железнодорожника.
Традиция празднования Дня железнодорожника возобновилась в 1936 году, в связи с выдвижением железнодорожниками предложения «…о Дне железнодорожника как о дне максимальных трудовых усилий во славу Родины…» во время совещания работников железнодорожного транспорта в Москве 25—30 июля 1935 года. После совещания во время приёма железнодорожников в Кремле Секретарь ЦК ВКП(б) Иосиф Сталин лично поблагодарил товарищей за достижения:

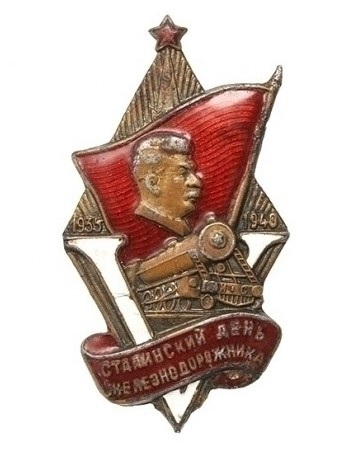
Значок «Сталинский день железнодорожника». НКПС, 1940.

Разрешите провозгласить тост за ваши успехи, которые несомненны и за которые вы заслужили настоящую товарищескую похвалу. Разрешите провозгласить тост за те достижения, которых ещё нет у вас, но которые обязательно должны быть, за то, чтобы все вы, от стрелочника до наркома, сделали всё необходимое и подняли транспорт, который идёт уже в гору, но идёт ещё покачиваясь, за то, чтобы транспорт был чётко работающим, исправно действующим, точным, как хороший часовой механизм, конвейером! За всех вас и за вашего наркома, товарищи!

Согласно постановлению ЦИК СССР от 28 июля 1936 года за подписью председателя президиума ЦИК СССР Михаила Калинина праздник решено было проводить ежегодно 30 июля.

Удовлетворить просьбу рабочих и служащих Сталинской, Донецкой, Октябрьской, Ленинской, имени Л. М. Кагановича и других железных дорог об установлении ежегодно в годовщину приёма железнодорожников руководителями партии и правительства СССР 30 июля — Всесоюзного дня железнодорожного транспорта Советского Союза.

Этот день был выбран потому, что 30 июля 1935 года Сталин принял делегацию железнодорожников, и его стали праздновать как Всесоюзный Сталинский день железнодорожников.
29 июля 1936 года вышел экстренный выпуск газеты «Гудок», который начинался с постановления правительства СССР «О праздновании Дня железнодорожного транспорта Советского Союза». День железнодорожного транспорта Советского Союза был объявлен всенародным праздником, первое его празднование было в кратчайшие сроки организовано по всей стране.
Через несколько лет постановлением СНК СССР от 9 июля 1940 года было решено «перенести празднование Всесоюзного дня железнодорожника в 1940 г. на ближайший выходной день (воскресенье) — 4 августа. В будущем установить празднование Всесоюзного дня железнодорожника в первый выходной день (воскресенье) августа месяца».
С 1980 года по настоящее время, согласно Указу Президиума Верховного совета СССР, профессиональный праздник работников железнодорожного транспорта именуется «День железнодорожника» и остается в календаре профессиональных праздников в XXI веке. В 2003 году ОАО «РЖД» утвердило «День железнодорожника» своим корпоративным праздником одновременно с государственным.

## День железнодорожника в республиках бывшего СССР
- Азербайджан отмечает День работников азербайджанской железной дороги 13 октября.
- В Белоруссии День железнодорожника (бел. Дзень чыгуначніка), утверждённый Указом президента Республики Беларусь Александра Лукашенко от 15 июля 1995 года № 276 «Об установлении праздника — Дня железнодорожника», отмечается ежегодно в первое воскресенье августа[7].
Дата сегодняшнего праздника связана с царско-советской традицией Дня железнодорожника, а именно с началом строительства и развитием железных дорог в Российской империи, а также появлением новой профессии — железнодорожник.
Хотя первым городом с железнодорожным движением на территории современной Белоруссии в декабре 1862 года стал Гродно как станция Петербургско-Варшавской железной дороги[8], официальным днём рождения Белорусской железной дороги считается ноябрь 1871 года, когда в эксплуатацию вступила её главная магистраль Смоленск — Орша — Минск — Брест.
- В Казахстане в качестве Дня железнодорожника в каждое первое воскресенье августа отмечается День работников транспорта и связи (каз. Көлік және байланыс қызметкерлері күні), установленный Законом Республики Казахстан от 13 декабря 2001 года № 267-II о праздниках в Республике Казахстан.
- В Киргизии День железнодорожника установлен Постановлением Правительства Республики № 578 от 3 августа 1994 года и отмечается в первое воскресенье августа. Целью учреждения праздника было сохранение и развитие профессиональных традиций, принимая во внимание обращение работников Управления Киргизской железной дороги в честь 70-летия со дня открытия движения железнодорожного транспорта в республике. 8 августа 1924 года по участку Луговая — Пишпек проехал первый поезд в Киргизии, с которого началось развитие железнодорожного транспорта в республике.
- В Латвии День железнодорожника, скорее всего — День железнодорожников (латыш. Dzelzceļnieku diena), отмечается ежегодно 5 августа для увековечения даты основания Латвийской железной дороги 5 августа 1919 года[9]. В этот день в 1919 году после провозглашения Латвийской Республики начало работу Главное управление железных дорог, руководившее предприятием Латвийские государственные железные дороги.
- В Литве День железнодорожника (лит. Geležinkelininko dieną) принято отмечать ежегодно 28 августа. Приблизительно в этот день 1860 года завершились строительные работы на участке Динабург — Вильна Петербургско-Варшавской железной дороги. Первый паровоз прибыл по железной дороге из Динабурга (теперь Даугавпилс) до железнодорожного вокзала Вильнюса 4 (16) сентября 1860 года[10].
  - Кроме Дня железнодорожника, в Литве отмечают ещё и другой памятный день в истории Литовских железных дорог. В начале июля 1919 года военное руководство немецких железных дорог передало Литве первые участки, станции, а 6 июля 1919 года из Кайшядориса в Радвилишкис прибыл первый литовский поезд. Эта дата — День независимости Литовских железных дорог[11].
- В Узбекистане указом президента первое воскресенье августа, начиная с 2017 года, объявлено Днём работников железнодорожного транспорта Республики Узбекистан.
- На Украине праздник День железнодорожника (укр. День залізничника) установлен и отмечается 4 ноября[12].
После выхода Украины из состава СССР в 1993 году тогдашнее руководство «Украинских железных дорог» оставило царско-советскую традицию Дня железнодорожника и внесло соответствующие предложения президенту. Праздник был установлен «в поддержку инициативы работников железнодорожного транспорта Украины» согласно Указу президента Украины Леонида Кравчука «О Дне железнодорожника» (укр. Про День залізничника) от 15 июля 1993 года № 257/93-рп и отмечался в первое воскресенье августа.
После назначения в 2000 генеральным директором «Укрзалізниці» Георгия Кирпы президенту Украины было внесено предложение о праздновании Дня железнодорожника 4 ноября. Согласно Указу президента Украины Леонида Кучмы от 11 декабря 2002 года № 1140/2002 «О внесении изменения в Указ президента Украины от 15 июля 1993 года № 257» День железнодорожника отмечается ежегодно 4 ноября. Именно 4 ноября 1861 года из Вены через Краков и Пшемысль на железнодорожный вокзал Львова, находившийся на территории Австрийской империи, прибыл первый пассажирский поезд. Этот день считается началом истории железных дорог на территории Украины.
- В Эстонии ежегодно 21 августа отмечается День истории железной дороги (эст. Raudtee ajaloo päev), в память о прибытии 21 августа 1876 года первого поезда из Таллина в Тарту.

## День железнодорожника в других странах
- В Болгарии День железнодорожника (болг. Ден на железничаря) как профессиональный праздник отмечается ежегодно в первое воскресенье августа. Выбор именно этой даты связан с историческими событиями открытия в начале августа 1888 года железнодорожной линии Цариброд — София — Белово, а также фактом выкупа болгарским государством линии Русе — Варна, что считается моментом создания Болгарских государственных железных дорог.
- В Венгрии День железной дороги (венг. Vasutas nap) решением Правительства ВНР от 1961 года отмечается ежегодно во второе воскресенье июля.
- В современной Германии нет официально назначенного Дня железнодорожника как профессионального праздника работников железнодорожного транспорта. 
Во время существования нацистской Германии распоряжением от 7 декабря 1943 года тогдашнего рейхсминистра народного просвещения и пропаганды Йозефа Геббельса был установлен День немецких железнодорожников (нем. Tag des deutschen Eisenbahners) в знак признания чрезвычайных заслуг немецких железнодорожников в войне. 
В ГДР День железнодорожника и работника транспорта отмечался во второе воскресенье июня в форме торжественных заседаний, выступлений партийного аппарата и награждений заслуженных железнодорожников орденами. 
В настоящее время принято организовывать для пассажиров рекламные мероприятия рельсового транспорта локального и регионального характера, т. н. дни открытых дверей. В восточных землях ФРГ такие дни организуются ежегодно во второе воскресенье июня, в западных землях ФРГ — в первые выходные дни сентября.
- В Польше Праздник железнодорожника (пол. Święto Kolejarza) отмечается ежегодно 25 ноября в день воспоминания христианской великомученицы Екатерины Александрийской — покровительницы польских железнодорожников. 
С празднованием Праздника железнодорожника в Польше неотъемлемо связано Всепольское паломничество железнодорожников на Ясную Гору в Ченстохову, которое проводится с 1984 года.
- В бывшей Чехословакии День чехословацких железнодорожников (чеш. Den československých železničářů) был впервые установлен 18 августа 1954 года по случаю проведения первой общегосударственной конференции железнодорожников в Пражском Граду. День чехословацких железнодорожников отмечался ежегодно 18 августа вплоть до 1963 года. Позднее, чтобы не мешать подготовке к эксплуатации железных дорог в зимний период, дату праздника перенесли на 23, а затем на 27 сентября[13].
  - В Словакии День железнодорожников (словац. Deň železničiarov) отмечается ежегодно 27 сентября, в день открытия в 1840 году конной железной дороги из Братиславы в Светы Юр. Данная линия была первой общественной железной дорогой не только в Словакии, но и во всём бывшем Австро-Венгерском королевстве.
  - В Чехии Железнодорожный день (чеш. Den železnice) отмечается ежегодно, как правило, в четвёртую субботу сентября в память 27 сентября 1825 года, когда в свой первый путь отправился первый паровоз Джорджа Стефенсона, соединяя британские города Стоктон и Дарлингтон[14]. 
По этому случаю в стране в течение всего сентября проводятся железнодорожные мероприятия (например, парады паровозов и исторического подвижного состава, гонки дрезин, выставки железнодорожных моделей, велосипедные рейды железнодорожников и т. п.).
- В бывшей Югославии День железнодорожника (сербохорв. Дан жељезничара) отмечался ежегодно 15 апреля в честь всеобщей забастовки железнодорожников в апреле 1920 года, в которой приняло участие свыше 50 000 работников. В ночь с 15 на 16 апреля 1920 года югославские железнодорожники в знак солидарности с другими профсоюзами объявили забастовку и полностью остановили железнодорожное движение в Королевстве Югославия. Забастовка, вызванная неблагоприятными условиями труда и низкой заработной платой железнодорожников, длилась 14 дней и была подавлена в крови. Меры давления на забастовщиков привели к тому, что полицейские 24 апреля в Любляне открыли огонь и убили 14 железнодорожников, а 70 рабочих получили ранения.
  - В Боснии и Герцеговине День железнодорожника (босн. Dan željezničara) отмечается ежегодно 15 апреля, в память всеобщей забастовки югославских железнодорожников в апреле 1920 года.
  - В Сербии День железнодорожника (серб. Дан жељезничара) с 2001 года отмечается ежегодно 12 мая в день покровителя Святого Василия Острожского. 12 мая 1992 года — дата инициативы по формированию Железных дорог Сербии.
  - В Словении согласно Изменениям от 28.12.1996 в Закон о государственных праздниках и днях Республики Словении года День железнодорожников (словен. Dan železničarjev) отмечается ежегодно 2 июня в память прибытия первого поезда на территорию сегодняшней Словении в 1846 году[15]. Первый пассажирский поезд прибыл на станцию Целе 2 июня 1846 года из Граца.
  - В Хорватии, начиная с 1990 года, в каждое 5 октября, когда Хорватские железные дороги вышли из состава Югославских железных дорог и в качестве независимой компании были приняты в состав Международного союза железных дорог, отмечается День Хорватских железных дорог (хорв. Dan Hrvatskih željeznica).
 Кроме того, в хорватском календаре 15 апреля отмечается Международный день железнодорожника (хорв. Međunarodni dan željezničara), в память всеобщей забастовки югославских железнодорожников в апреле 1920 года.